# Oliver Schmidt

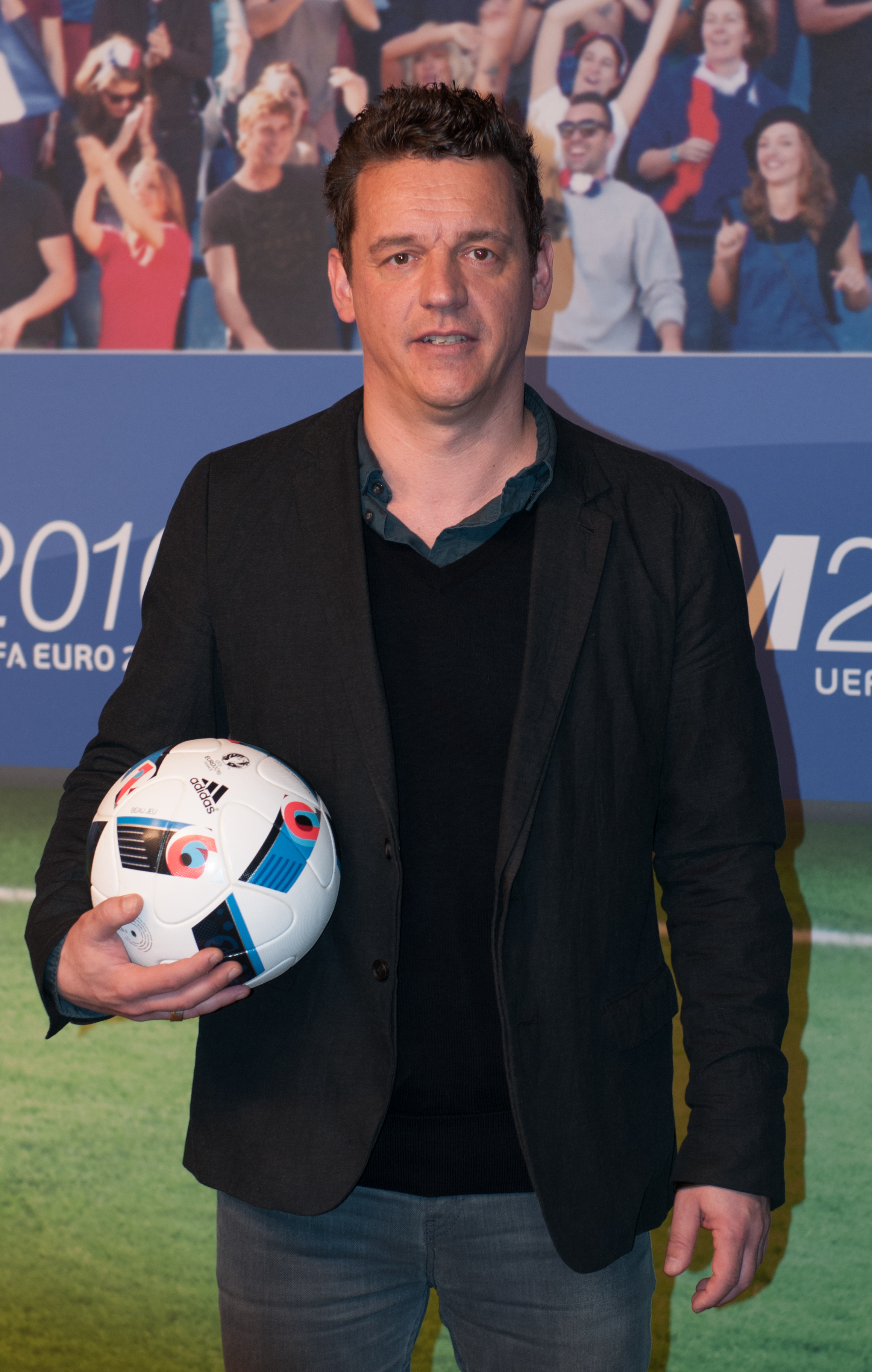
Oliver Schmidt in 2016

Oliver Schmidt (Erkelenz, 1972) is een Duits sportjournalist en voetbalcommentator.
Oliver Schmidt werkt sinds 1995 voor de ZDF als sportcommentator, meer bepaald voor voetbalwedstrijden en -samenvattingen uit de Duitse Bundesliga. 
Sinds 2010 is hij de vervanger van Béla Réthy bij interlands van het nationale Duits voetbalelftal.
Hij was ook commentator bij de Wereldkampioenschappen voetbal van 2010 en 2014.
Sinds 1 november 2010 is hij hoofdredacteur van het programma Das aktuelle Sportstudio